# ماساو ياماكاوا
ماساو ياماكاوا (باليابانية: 山川方夫) (25 فبراير 1930، طوكيو في اليابان - 20 فبراير 1965، نينوميا في اليابان)؛ كاتب وروائي ياباني.